# Wesley (Dominika)
Wesley – wieś we Wspólnocie Dominiki, stolica administracyjna parafii świętego Andrzeja. W 1991 roku wieś zamieszkiwało 1929 osób.